# Boletim do Museu Nacional de Rio de Janeiro. Botanica
Boletim do Museu Nacional de Rio de Janeiro. Botanica (abreviado Bol. Mus. Nac. Rio de Janeiro, Bot.) es una revista científica con ilustraciones y descripciones botánicas que es publicada en Río de Janeiro desde 1944 hasta ahora. Fue precedida por Boletim do Museu Nacional de Rio de Janeiro.